# Dictyostelium
Dictyostelium é um género constituído por espécies de eucariotas uni- e multi-celulares, maioritariamente bacterívoros fagotróficos. Apesar de serem protistas sem qualquer proximidade filogenética com os fungos, integram o agrupamento tradicionalmente conhecido como "fungos mucilagionosos" (ou "bolores limosos"). Estes microrganismos estão presentes na maioria dos ecossistemas terrestres como um componente normal, e por vezes abundante, da microflora do solo, onde assumem um importante papel ecológico na manutenção do equilíbrio das populações bacterianas dos solos.